# Smart Beta
Smart Beta 投资策略，又稱 Advanced Beta 或 Alternative Beta，指透過增强一个或多个不同因子的特征，对基金资产进行选股及个股权重上的改善。基于透明且固定规则的投资策略，非市值加权，被动交易，期望实现超过传统指数基金获取的 Beta 收益。（在投资领域内“Beta”指来源于整体投资市场的平均收益，传统市值加权的指数基金，目标就是获取整体投资市场的平均收益；“Alpha”则指投资市场的超额收益，主动管理型基金的目标就是获取市场的超额收益。）Smart Beta 策略目前多用于投资于股票市场的指数基金，有不同策略的 Smart Beta 指数供 Smart Beta 指数基金追踪，但在债券等其他领域也有应用。Smart Beta 策略基金管理费一般高于传统的指数基金，但低于主动型证券投资基金。

## 理论基础
Smart Beta 投资策略的理论基础是因子投资（Factor Investing），策略收益来自于因子的风险溢价。在1990年代初期，Eugene Fama 教授和 Kenneth French 教授合作提出的一个叫Fama-French三因子模型（Fama French Three Factor Model）的股票回报模型，开启了因子投资。

## 常見的 Smart Beta 因子
- 價值（Value）：低估值股票。常用衡量指标为：市净率、市盈率、销售收入、现金收入、净利润、现金流等。

- 红利（Dividend）：分红更多的股票。常用衡量指标：股息率。

- 动量（Momentum）：一定历史区间内，涨幅及交易量高的股票。常用衡量指标：过去3-12个月的历史超额收益。

- 低波动（Low Volatility）：价格波动低的股票。主要衡量指标：最小方差法和波动率加权法（通过选取历史上波动性较小的股票，并通过波动率倒数加权）。

- 质量（Quality）：财务基本面质量高的股票。主要衡量指标：净资产收益率、利润率、总资产周转率、盈利及分红的稳定性、资产负债率、现金流等。

- 规模（Size）：小市值股票，有时等权重加权策略也可以作为规模因子。主要衡量指标：总资产、总市值。

- 成长：业绩高成长性的股票。主要衡量指标：净利润增长率、营业收入增长率。